# Gerhard Schwetje
Gerhard Schwetje (* 3. April 1936 in Trier; † 15. Januar 2020 ebenda) war ein deutscher Politiker (CDU) und römisch-katholischer Priester.

## Leben
Schwetje wuchs in Wittlich auf und besuchte das dortige Cusanus-Gymnasium. Anschließend studierte er Rechts- und Staatswissenschaften in Freiburg, Bonn und Mainz. Nach dem Studium war er von 1962 bis 1966 im Landratsamt Saarburg tätig, dann ein Jahr bei der Bezirksregierung Trier und zwei Jahre im Mainzer Wirtschafts- und Verkehrsministerium.
1969 wurde Schwetje auf Bestreben von Ministerpräsident Helmut Kohl Landrat des neu gebildeten Kreises Landau-Bad Bergzabern. Auf seine Initiative hin wurde der Landkreis später umbenannt in Landkreis Südliche Weinstraße (SÜW). Von 1982 bis 1991 war Schwetje Trierer Regierungspräsident. Nach dem Machtwechsel im Land 1991 wurde die SPD zum ersten Mal stärkste Partei in Rheinland-Pfalz; Schwetje wurde abgelöst und war dann fünf Jahre Direktor der Katholischen Akademie Trier. Er war Vorsitzender des Kuratoriums der Universität Trier, Vorsitzender des Bezirksverbandes Trier des Deutschen Roten Kreuzes und Vorsitzender der Deutsch-Französischen Gesellschaft sowie Vorsitzender des Eifelvereins. Für sein Engagement wurde er mit dem Ordre national du Mérite, dem französischen Verdienstorden ausgezeichnet. Der Landkreis Südliche Weinstraße ernannte ihn 2011 zum ersten und bisher einzigen Ehrenbürger des Kreises. Als weitere Auszeichnungen erhielt Schwetje 1979 die Goldene Kreiswappennadel und 1982 den Ehrenkelch des Landkreises SÜW.
Nach dem Tod seiner Ehefrau Liesel 1994 entschied sich der damals 58-jährige Familienvater Gerhard Schwetje katholischer Priester zu werden. Er betrieb Eigenstudien und absolvierte zwei Pastoralsemester und empfing am 5. Juli 1997 von Bischof Hermann Josef Spital im Trierer Dom die Priesterweihe. In Bad Bergzabern feierte er im Juli 1997 einen Primizgottesdienst. Schwetje war bis 2011 als Krankenhauspfarrer der St. Elisabeth-Klinik und des DRK-Krankenhauses in Saarlouis tätig. Er war ein enger Freund des Pastoraltheologen Heinz Feilzer.